# Velika očekivanja
Velika očekivanja, u originalu Great Expectations – veliko nasljedstvo, roman je engleskoga književnika Charlesa Dickensa. Djelo prati Pipa, siroče iz Kenta, njegov život i obrazovanje u Londonu početkom 19. stoljeća. Roman pripada bildungsromanima zbog tematike, stila i sadržaja. Objavljen je u dijelovima u tjedniku All the Year Round. Nakon objavljivanja roman je postao široko prihvaćen i često čitan sve do današnjih dana. 

## Sinopsis
Pip je sedmogodišnji dječak koji živi u kući Joea Gargeryja, lokalnog kovača u Kentu. On je oženjen Pipovom starijom sestrom. Jedne noći, Pip je posjetio grobove svojih roditelja na obližnjem groblju, kada se susreo s pobjeglim robijašem, Abelom Magwitchem. Iznenađen njegovom pojavom, Pip mu pomaže s hranom i turpijom. Međutim, Pipova pomoć je uzaludna, zato što Abel biva uhvaćen zajedno s još jednim robijašem, Compeysonom, uz pomoć Pipa i njegovog očuha.
Nakon nekoliko godina, gospođa Havisham, bogata usidjelica koja je živjela blizu kuće Gargeryjevih, upitala je Pipovu rođakinju za jednog dečka, koji će je posjećivati i praviti joj društvo. Gospođa Havisham je bila ostavljena na danu svog vjenčanja, zbog čega je postala iznimno neurastenična, te nosi svoju oronulu staru vjenčanicu i u poznim godinama. Pip je pristao na tu dužnost, usput upoznajući Estellu, njezinu posvojenu kći. Pip se veoma brzo zaljubljuje u Estellu, ali osjećaj nije obostran.
Uskoro je Pip postao Joeov šegrt, uz pomoć novca gospođe Havisham. Međutim, jednog dana, kada su Pip i Joe otišli iz kuće, prijašnji je šegrt napao Pipovu sestru, što ju je ostavilo potresenom. Zbog toga nije mogla govoriti i kretati se. Nakon nekog vremena ona umire i Joe se morao oženiti po drugi put.
Poslije četiri godine naukovanja Pip biva obaviješten da ga je anonimni mecena obdario izdašnom svotom novca, koja mu omogućuje da postane pravi gospodin te da studira u Londonu. 
Pip putuje u London, gdje se upoznaje s Herbertom Pocketom, koji je nećak gospođe Havisham. Oni ubrzo postaju dobri prijatelji i cimeri. Uzimaju stan u Barnard's Innu, gdje upoznaju druge studente iz gospodskih obitelji. Nakon što je Joe posjetio Pipa, Pip se posramio svojeg skromnog porijekla što je dovelo do sloma veze između njega i njegovog očuha.  
Uskoro, Pip se vraća u Kent, kako bi posjetio Estellu, ali nastoji izbjeći Joea. Estella je poslana u Richmond, kako bi bila uvedena u društvo, što omogućuje Pipu da provede više vremena s njom.
Nakon nekog vremena, Pipov raskalašeni život uvodi ga u mnoge dugove, zbog čega kreće mrziti svoga dobrotvora. Uskoro saznaje da je taj dobrotvor nitko drugi doli Abel Magwitch, robijaš kojemu je pomogao u Kentu. Njemu je pomagao odvjetnik Jaggers, koji je Pipu predavao novčane donacije. Pip je često dolazio na večere kod Jaggersa, te su oni postali dobri prijatelji.
Iznenađen, Pip prestaje uzimati Abelov novac. Međutim, Abel dijeli svoju prošlost s Pipom, stoga Pip saznaje da je mladoženja koji je napustio vjenčanje s gospođom Havisham zapravo Compeyson. Ubrzo zatim, Pip i Herbert kreću planirati Abelov bijeg iz Engleske, zato što je on još uvijek tražen na tim prostorima.
Dok traju planovi za Abelov bijeg, Pip objavljuje ljubav Estelli, ali ona mu odgovara da se već planira udati za drugoga. Potpuno shrvan, Pip nastavlja s pripremama za Abelov bijeg.
Kako bi razriješio neke misterije, Pip se vraća u Kent, do gospođe Havisham, koja mu priznaje da je okrutno odgajala Estellu, zbog čega je bila tako hladnokrvna prema njemu. Njezina se vjenčanica slučajno zapali, te ona kasnije umre od opekotina. Iz njihovog razgovora Pip saznaje da je Estella zapravo Magwitcheva kćerka. Do vrhunca radnje dolazi u noći planiranog bijega, kada dječaci, zajedno s Abelom, bivaju uhvaćeni od strane policije. Naime, Compeyson je pristao na pomaganje londonskoj policiji u pronalasku Magwitcha, kako bi mu smanjili kaznu. Uslijedio je fizički obračun između Compeysona i Magwitcha, u kojemu Compeyson završava na dnu Temze. 
Abel završava u zatvoru, gdje ga svakodnevno posjećuje Pip. Međutim, on uskoro umire u zatvorskoj bolnici, napokon saznavši sudbinu svoje kćerke. Pip uskoro otplaćuje svoje dugove i putuje u Cairo, kako bi se pridružio Herbertu. Naime, oni su našli dobro namještenje u tamošnjoj kompaniji. 
Naposljetku, Pip se vraća u rodni Kent. Izmirio se s Joeom i upoznao je njegovu novu obitelj. Također, posjetio je Estellu u kući pokojne gospođe Havisham. Estella je postala udovica za vrijeme Pipovog izbivanja. Ona moli Pipa za oproštenje, te na kraju se Pip i Estella drže za ruke, gledajući mjesečinom obasjane ruine kuće u kojima je njihovo prijateljstvo počelo. 

## Tematika
Iako ne govori ni o kakvim velikim povijesnim događajima iz 19. stoljeća, djelo možemo smatrati povijesnim romanom zbog mnogih elemenata društvene kritike i oslikavanja tadašnjeg građanstva na prostoru engleske. Uzimajući siroče za protagonista, Dickens kritizira nemar državnih vlasti za siročad i siromašnu djecu. U isto vrijeme, gotovo komična personalizacija mnogih građana Kenta i Londona ima svrhu kritizirati malograđanstvo tadašnjeg vremena, koje se može aktualizirati i u Dickensovo vrijeme. Po nekim značajkama, za roman možemo reći i da je realistički, zato što prati iznimnog pojedinca, koji se izdiže iz siromaštva i ulazi u građanski, gospodski sloj društva (iako ne svom zaslugom). Također možemo primijetiti da Dickens oslikava razlike između malih sredina i velegradova u tipičnoj realističkoj maniri. U Londonu, Pip često ne pronalazi utjehe, te ga ispunja osjećaj samoće, napuštenosti. Jedna od tema koja se proteže djelo, a oblikuje Abela Magwitcha, jest moralna obnova, tj. nastojanje kriminalca da se iskupi za zlo tako da pomogne potrebitim osobama. Moralna se obnova može vidjeti i u konačnom pomirenju Pipa s Joeom.  

## Utjecaj
Roman Velika očekivanja jedno je od najvećih djela klasike koje je uvelike utjecalo na književnost i kulturu u širem smislu. Svakog tjedna prodano je oko 100 000 primjeraka, a viktorijanska je engleska bila upoznata sa stilom bildungsromana. Kritike su bile gotovo univerzalno pozitivne, iako ga je primjerice  Margaret Oliphant smatrala neukusnim. George Bernard Shaw za roman je napisao da se djelo u cjelini pokazalo istinitim. Mnogi su književnici i filozofi 20. stoljeća pružili vlastita tumačenja i kritike djela, uključujući Edmunda Wilsona, Jeromea H. Buckleya, Petera Brooksa i druge. Mnogi su romani nastali pod utjecajem Velikih očekivanja, poput Lost in a Good Book Jaspera Fforda.